# Paul René Machin
Pour les articles homonymes, voir Machin.
Paul René Machin est un écrivain français  né le 6 août 1918 et mort le 25 janvier 2003 ayant vécu à Lure (Haute-Saône, France). 
C'est un romancier, poète, professeur  de mathématiques (depuis 1964) et historien; il fut lieutenant-colonel de l'armée française.
La ville de Toulouse lui attribue le "Prix de la Rose d'or" en 1934, à l'âge de 16 ans.
Il fonde en 1969 l'ACALAVO (Association Culturelle des Amis de la Littérature et des Arts de la Vallée de l'Ognon).
Il obtient le prix Louis Pergaud en 1969 pour Détresse sur ligne 16, le Prix des poètes de l'Est pour son recueil de poèmes Au-delà des jours en 1970, le prix de l'Amicale des Belles Lettres du territoire de Belfort, pour son recueil de poèmes Arc-en-ciel en 1971.

## Liste des publications de Paul René Machin
- Prof de maths[5]
- Castra Vetera ou Civilis le Batave[6]
- A la recherche d'Alesia: suivons César[7]
- Le dernier été d'Alesia[8]
- Sur les routes de feu[9]
- Les rêves maudits: poèmes
- De l'aube au crépuscule: poèmes[10]
- France et armée[11]
- Mémoire et témoignage, le groupement FFI "L" (Lure) et ses maquis dans l'été de la Libération[12]
- Djebel 56[13]
- Détresse sur la ligne 16 et autres nouvelles[14]
- Rêves et destins[15]
- Les collégiens[16], sous le pseudonyme "Yves Moreau-Bizot"
- Arc-en-ciel[17]
- Au-delà des jours[18]
- Les chefs nécessaires[19]
- "Georges Colomb", Christophe, enfant de Lure et père du sapeur Camember[20]
- "Georges Colomb", Christophe, enfant de Lure et père du sapeur Camember, Edition revue et augmentée[21]
- BOUQUET de poèmes[22]

## Autres distinctions et titres
- Saint-Cyrien de la promotion 1939-40
- Instructeur à l’École d'Application de l'Infanterie, à l’École spéciale interarmes de Coëtquidan et à l’École du Train de Tours
- Diplômé de l’École d'état major 1951
- Croix de guerre 1939-1945 avec citation
- Chevalier de la Légion d'honneur
- Officier de l'ordre national du Mérite
- Chevalier de l'ordre des Palmes académiques
- Membre de l'Association des écrivains combattants
- Membre de la Société des écrivains d'Alsace et de Lorraine
- Membre de l'Académie des sciences, belles-lettres et arts de Besançon et de Franche-Comté[23]

## Concours Paul René Machin
Un concours de poésie (style classique, vers libres ou nouvelles) porte son nom.

## Reconnaissances
La municipalité de Lure nomme une "Rue du Colonel Paul René MACHIN".

## Littérature associée
"Elève de maths": Une réponse a été apportée en avril 2025 à "Prof de maths" par l'ouvrage "Elève de maths" , auteur Gérard LALLEMAND, qui fut élève de Paul-René MACHIN au lycée G. Colomb de Lure. La préface est rédigée par Chantal et Daniel NINUCCI, ex-professeurs de mathématiques de ce lycée.